# История Омской области
История Омской области

## Древнейший период
Согласно антропологическим данным, заселение современной территории Омской области началось в верхнем палеолите 45 тыс. л. н., о чём свидетельствует находка бедренной кости усть-ишимского человека — самого раннего известного представителя вида Homo sapiens на территории России. Позднепалеолитическая стоянка Черноозерье II на Черноозерской гриве датируется возрастом ок. 14,5 тыс. лет.
К эпохе мезолита относятся памятники Черноозерье VIa, Малый Ащи-Куль I, Большой Ащи-Куль II, Максимовка II.
В период неолита на данной территории проживали охотники и рыболовы. У образца NEO78 (могильник Омская стоянка 2, ок. 5003 лет до н. э.) определили митохондриальную гаплогруппу U4a1 и Y-хромосомную гаплогруппу Q1a2b-YP1669.
В 3-м тысячелетии до н. э. началось развитие скотоводства.
К энеолиту относятся археологические памятники Хутор Бор IV, Окунево VII, Ямсыса XII. В раннем бронзовом веке (XVIII — XIV века до н. э.) на территории Омской области проживали племена кротовской культуры. Двулезвийные черешковые ножи найдены в Окунево VII, на Омской стоянке, в могильнике Сопка (Нововаршавский район). Саргатская культура формировалась постепенно на базе живших в лесостепи местных племён эпохи ранней бронзы и переходного периода. К памятникам самусьской общности середины 2-го тысячелетия до н. э. на территории Прииртышья относятся Черноозерье VI, Окунево XI, Ростовкинский могильник. Ростовкинский могильник близ Омска расположен в пограничье кротовского, самусьского и степного ареалов и более характеризует самусьско-сейминский хронологический пласт на этих территориях в целом, чем какую-либо отдельную культуру этого времени.
С XIV — XIII веков до н. э. на территорию Прииртышья с юго-запада начинают проникать племена андроновской культуры (Ермак, Жар-Агач, Ирча, Черноозерье I, Прорва I, Еловское II). На основе пришлых андроновских племён (федоровский тип) и местной кротовской культуры сформировалась ирменская культура (Большой Лог, Калачевка II). К эпохе поздней бронзы в таёжной зоне Прииртышья относятся памятники сузгунской культуры. С X — VIII веков до н. э. с северо-запада в Прииртышье начинают проникать носители крестовой керамики, образовавшие красноозерскую культуру (Красноозерка, Окунево V, Конашевка III, Инберень V, Ново-Троицкое, Чудская Гора).
В железном веке в Прииртышье распространился обряд захоронения в курганах. Наиболее крупным центром кулайской культуры, выявленным на территории Омской области, является городище Большой Лог (сейчас находится на территории Омска недалеко от микрорайона Первокирпичный).
У образца BIY011.A0101 (Mountain Bitiya, № 228/27, 400—200 лет до н. э., покрытие 0,0495) из урочища Горная Бития на реке Ишим определили Y-хромосомную гаплогруппу R1b-M269 и митохондриальную гаплогруппу U4a1. У образца BIY005.A0101 (Mountain Bitiya, № 228/20, III—II века до н. э., саргатский горизонт) определили Y-хромосомную гаплогруппу F(F-P14,F-M89) и митохондриальную гаплогруппу D4j. У остальных саргатских образцов определили Y-хромосомные гаплогруппы Q1a(Q-M1155,Q-L472), Q1a2a(Q-L475,Q-L53), N1c1(N-L395,N-M46), N1c1a1a(N-L392), N1c1a1a2(N-CTS10082,N-Z1936), G(G-M3509.1,G-M201), NO(NO-F549,NO-M2313), CT(CT-M5603,CT-M168) и митохондриальные гаплогруппы H7e, R1b1, G2a1, U4b1b1, U4d2, U5a1a2a, N1a1a1a1a, H2a1.
Раннехорезмийские надписи, начертанные буквами арамейского письма, на двух серебряных фиалах, найденных в 1989 году в погребении 6 (курган 3) в Исаковском могильнике № 1 близ Исаковки (Горьковский район), на керамических сосудах и остраки из хорезмских городищ Кой-крылган-кала, Калалы-гыр 2, Гяур 3, Бурлы-кала, Хумбуз-тепе можно датировать периодом от III века до н. э. до I—II веков нашей эры. О том, что надписи на исаковских чашах не арамейские по языку, а хорезмийские, можно судить по нескольким аппелятивам. Исаковская надпись № 3 выполнена в той же технике, что и надпись № 2 из сарматского кургана 1 в Прохоровке Оренбургской области. В погребении 6 кургана 3 (III—II века до н. э.) обнаружена могила мужчины 55 лет.
В III—IV веках часть скотоводческих племён Западной Сибири ушла на запад, а в опустевшие лесостепные районы с севера продвинулись племена древних хантов.
Мифологическое оформление сосудов из кургана № 17 (X—XI вв.) могильника Кип-III в лесном Прииртышье, Коцкого городка около села Кондинского в низовьях Оби (бывший Берёзовский уезд Тобольской губернии), КраснодараКраснодара, кургана 14 Подгорненского IV могильника на Нижнем Дону (берег Цимлянского водохранилища) и клада Надь-Сент-Миклош позволяет признать их атрибутами обрядовых действий. Они применялись, видимо, в обрядах, прямо связанных с их символикой: в дни весеннего и осеннего равноденствий, летнего и зимнего солнцестояний.

## Средние века. Освоение
В раннем средневековье территория современной Омской области входила в состав Западно-Тюркского каганата.
В X – середине XI века степной юг Омского Прииртышья входил в состав Кимакского каганата.
Усть-ишимская культура южных хантов существовала в X—XIII веках.
В конце XV века в результате распада Золотой Орды территория современной Омской области вошла в состав Сибирского ханства, в результате чего сложился этнос сибирских татар, также здесь проживали казахи и другие народы.

## Русское завоевание
В 1584 году казачий атаман Ермак Тимофеевич достиг пределов территории современной Омской области, после чего началось завоевание этой территории русским государством.

## Русское государство
При царях Федоре Иоанновиче и Борисе Годунове в Сибири было начато строительство городов для защиты от набегов кочевников и управления местным населением. С начала XVII века началось интенсивное заселение территории.
В 1716 году подполковником Иваном Бухгольцем была основана Омская крепость, положившая начало развитию Омска. Во второй половине XVIII века Омская крепость стала крупнейшим сооружением на востоке страны.

## Создание области
Впервые область была образована в 1822 году во время реформ графа М. М. Сперанского. Первоначально делилась на внутренние (Омский) и внешние, населённые казахами-кочевниками, округа. Впоследствии названия и границы региона менялись неоднократно: область Сибирских киргизов (с 1854 года), Акмолинская область (с 1868 года), Омская область (с 1918 года), Омская губерния

## СССР
В августе 1924 года по предложенному проекту Сибплана планировалось новое районирование Сибири. Так, территория Сибири, подчинённая Сибревкому, должна была быть разделена на 4 области: Омскую область с центром в Омске, Кузнецко-Алтайскую область с центром в Новониколаевске, а также Енисейскую (Красноярск) и Лена-Байкальскую (Иркутск). Также планировалось образовать единую Сибирскую область, разделённую на 13 округов. Однако этот план не был утверждён.
Омская губерния была упразднена в 1925 году при введении в состав Сибирского края.
Вновь образована постановлением ВЦИК от 7 декабря 1934 года.
В неё были переданы территория упраздненной Обско-Иртышской области, часть Западно-Сибирского края, а также 11 южных районов Омской области из Челябинской области (за исключением Талицкого и Тугулымского).
Указом Президиума Верховного Совета СССР от 6 февраля 1943 года во вновь образованную Курганскую область переданы Армизонский, Бердюжский, Исетский, Упоровский районы и 8 сельсоветов Новозаимского района.
После образования 14 августа 1944 года Тюменской области в её состав были переданы Ханты-Мансийский и Ямало-Ненецкий национальные округа, Тобольский округ, а также Абатский, Аромашевский, Байкаловский, Вагайский, Велижанский, Викуловский, Голышмановский, Дубровинский, Ишимский, Казанский, Маслянский, Нижне-Тавдинский, Ново-Заимский, Омутинский, Сорокинский, Тобольский, Тюменский, Уватский, Юргинский, Ялуторовский и Ярковский районы.
В 1950-х годах началось создание нефтехимического комплекса в связи с освоением нефтяных месторождений.
Указом Президиума Верховного Совета СССР «О награждении Омской области орденом Ленина» область была награждена орденом Ленина:
За выдающиеся достижения в деле освоения целинных и залежных земель, крупные успехи в увеличении производства зерна, достигнутые трудящимися Омской области, и успешное выполнение в 1956 году обязательств по сдаче государству 110 миллионов пудов хлеба наградить Омскую область орденом Ленина
Председатель Президиума Верховного Совета СССР К. Ворошилов
Секретарь Президиума Верховного Совета СССР А. Горкин

Москва. Кремль. 23 октября 1956 года.
В период 1959—1970 годов в области ликвидировано 962 населённых пункта.
На 1 января 1966 года в области насчитывалось 4 города областного подчинения, 2 города районного подчинения, 10 рабочих посёлков, 31 сельский район, 6 городских районов, 340 сельских советов, 2562 сельских населённых пунктов.
В период 1970—1979 годов в области ликвидировано 478 населённых пунктов.
В период 1979—1989 годов в области ликвидировано 246 населённых пунктов.